# Chica Gorila
Para el grupo anónimo de mujeres artistas feministas, vea Guerrilla Girls.
Fahnbullah Eddy, también conocida como Chica Gorila, es una superheroína ficticia que aparece en los cómics estadounidenses publicados por Marvel Comics.

## Historial de publicaciones
Chica Gorila apareció por primera vez en Marvel Team-Up # 91 (marzo de 1980), y fue creada por Steven Grant y Pat Broderick.

## Biografía ficticia
Fahnbullah Eddy, originalmente conocida como Mujer Gorila, trabajó en un carnaval como miembro de los Fenómenos, un grupo de fenómenos del circo que incluía Muck Monster y Six. Cuando los Fenómenos cayeron bajo el control del hechicero Moondark, los obligó a luchar contra Spider-Man. Chica Gorila y los Fenómenos fueron vistos más tarde en una pelea contra los criminales Hammer y Anvil.
Después de los eventos de "Civil War", Chica Gorila fue capturada por los Thunderbolts. Durante su captura, arrojó a Penance por tres tramos de escaleras, después de lo cual Penance la golpeó severamente. Más tarde se registró en la Iniciativa y se unió a Camp Hammond junto con Annex, Prodigy y otros.
Durante la Invasión Skrull, ella es uno de los miembros de la Iniciativa para ir a la batalla en Times Square. Se unen a los 'Jóvenes Vengadores' y son salvados por los 'Comandos Secretos'. Posteriormente, Chica Gorila pidió ser incluida en las reservas de la Iniciativa. Sin embargo, antes de que ella llegue muy lejos, el clon de Thor ataca a Camp Hammond y Chica Gorila lucha contra él antes de que intervenga Counter Force.
Chica Gorila entabla amistad con la versión simia del universo alternativo de Speedball, otro recluta de la Iniciativa. Ella se involucra en el plan de Norman Osborn para explotar los recursos de la dimensión hogareña de su amiga. Los dos también trabajan con Gibbon (otro simio sobrehumano) y con los Super-Simios del Fantasma Rojo.
Cuando Chica Gorila, el simio Speedball y Gibbon terminaron en el universo Marvel Apes, se encuentran en medio de una invasión de Marvel Zombies. Chica Gorila cambió a su forma de gorila y le arrancó el cabello a Zombie Medusa para protegerlos. Justo cuando estaban a punto de ser abrumados, apareció un grupo de Marvel Apes y ayudó a luchar contra los Marvel Zombies. Chica Gorila cree que la versión simiesca del Capitán América puede llevarlos de vuelta al universo Marvel Apes. Usando el Demoledor, Chica Gorila pudo destruir al Zombie Duende Verde. Cuando Zombie Doctor Doom resultó demasiado para Chica Gorila, los Super-Simios fueron capaces de derrotarlos. Al encontrarse con un Magneto humano, el simio Speedball se da cuenta de que están en el universo de Marvel Zombies. Como Ape X planea destruir el portal, se despide de Chica Gorila. Sin embargo, Chica Gorila le dio un rodillazo cuando bajó la guardia para que pudiera ir en su lugar. Usando la llave inglesa del Demoledor, Chica Gorila atacó a los héroes simios y destruyó el portal, estableciendo el tiempo correcto.

## Poderes y habilidades
Fahnbullah Eddy es capaz de transformarse en una gorila súper fuerte y muy ágil. Incluso en su forma de gorila, puede hablar y pensar.

## En otros medios
Chica Gorila aparece como un personaje jugable en Lego Marvel Vengadores, con la voz de Cherise Boothe.